# Lispe ambigua
Lispe ambigua är en tvåvingeart som beskrevs av Stein 1913. Lispe ambigua ingår i släktet Lispe och familjen husflugor. Inga underarter finns listade i Catalogue of Life.